# هيو كاري
هيو كاري Hugh Carey (ولد في أبريل 1919 – ومات في 7 أغسطس 2011) حاكم ولاية نيويورك من عام 1974 حتى 1982. ونائبا في الكونغرس لسبع فترات عن ولاية نيويورك.
ولد في بروكلين في نيويورك، وخدم في الجيش الأمريكي خلال الحرب العالمية الثانية في الجبهة الأوروبية. ووصل إلى رتبة عقيد. حصل على البكالوريوس عام 1942، وعلى شهادة في القانون عام 1951 من جامعة سانت جون.
انتمى إلى الحزب الديمقراطي، وانتخب نائبا في الكونغرس في عام 1960 هازما الجمهوري فرانسيس دورن. ثم انتخب حاكما لولاية نيويورك عام 1974. واستمر فيها ولايتين.

## روابط خارجية
- هيو كاري على موقع IMDb (الإنجليزية)
- هيو كاري على موقع إن إن دي بي (الإنجليزية)